# Chevauchée
Шевоше е понятие, с което се наричат честите грабителски походи на англичаните по време на Стогодишната война. Буквално означава „конна разходка“. В средновековния свят подобни начинания могат да имат дълбок смисъл, тъй като водят до опустошаване на земите на противника, до разоряване на неговите поданици, до опожаряване на села и градове и оттам - до намаляване на неговата боеспособност. Регистрирани са много случаи, в които благодарение на подобни походи френският крал не може да събира данъци от цели региони в продължение на десетилетия.
Съществуват няколко обстоятелства, които улесняват и осмислят стратегията на грабителските походи. Първо, англичаните в съюз с французи от техните владения (най-вече гасконци), имат армии на континента и могат лесно да атакуват огромни френски територии. Второ, френските земи са много богати и грабежите носят несметни богатства, които след това се използват за воденето на войната. Трето – това може да предизвика френската страна към открито сражение, а през ХІV век военно-техническата подготовка на англичаните е много по-добра. Те вярват, че могат да спечелят всяка открита битка.

## Известни примери

### Походите от 1346 г.
Кампанията на битката при Креси започва като шевоше в северните френски земи. Тя показва колко лесно един грабителски поход може да постигне съществени военни цели. Командващ на англичаните е самият крал Едуард ІІІ, а на французите – Филип VI. В резултат на битката при Креси е нанесен тежък удар на елита на френската армия. В същото време известният генерал Хенри Гросмонд опустошава западна Франция. С 2000 души той напредва от Аквитания на север и разорява Сен Жан д'Анжели и Поатие. В ръцете му попадат още десетина градове и замъци.

### Големият поход от 1355 г.
Ръководен от Едуард Черния принц (син на Едуард ІІІ), този двумесечен поход има страховит ефект върху мирното френско население. За това време англичаните изминават 1000 км от Бордо на Антлантическия океан до Нарбон на Средиземно море. Въпреки че няма нито една битка и никакви земи не са трайно завладени, икономическият потенциал на тези богати земи е сринат и те не могат да плащат данъците си. По този начин сериозно се подриват възможностите на династията Валоа да води войната.

### Походът на Черния принц от 1356 г.
През лятото на 1356 г. Черният принц започва нов грабителски поход, насочен към град Бурж. Този известен военачалник е същински специалист по ограбване и избиване на невинни хора. Макар че разполага със сериозна сила (7000 д.), той не успва да превземе цитаделата на Бурж и трябва да се задоволи с по-малкото градче Одле. Показаната дързост кара крал Жан II да го преследва с далеч по-голяма войска. Когато англичаните опожаряват външните части на град Тур, става нложително французите да отвърнат. Така се стига до битката при Поатие. Известно е, че преди сблъсъка Едуард се опитва да изпрати насъбраните богатства към крайбрежието и оттам към Англия.

### Походът от 1373 г.
Това е най-продължителният и разорителен поход от Стогодишната война. За пет месеца Джон Гонт (втори син на Едуард ІІІ) причинява страхотни опустошения в източна и централна Франция. Той командва 15 000 души, които вилнеят почти необезпоковани из Пикардия, Шампан и Бургундия. По това време крал на Франция е Шарл V, който държи да избегне открито сражение – той подозира, че походът е преднамерено жесток, за да въвлече французите в неразумни конфликти. Неговият генерал Оливие дьо Клисон резюмира френското поведение по следни начин: „Англичаните са уверени, че никога не могат да изгубят битка… Колкото по-дълго не се бием с тях, толкова по-гневни ще стават. Съветвам ви да не го правим, докато съвсем не изгубят ума си.“ През есента Джон Гонт си дава сметка, че трябва да прекара някъде зимата и през Оверн се насочва към Бордо. По път обаче отредите на Бертран Дюгеклен му нанасят такива загуби, че до аквитанската столица се добират едва половината от потеглилите с принца англичани. Както и останалите походи от типа шевоше, и този не носи конкретни военни ползи, но сериозно разтърсва готовността на Франция да воюва. Джон Гонт показва, че войските на страната му все още могат да правят из нея каквото си поискат, докато за французите остава удовлетворението, че са стопили силата на армията му.

### Последният поход (1380 г.)
През 1380 г. Томас ъф Удсток, който е херцог на Глостър и граф на Бъкингам, навлиза във Франция в подкрепа на английски съюзник Бретан. Силите му достигат до Троа, където се опитват да въвлекат французите в сражение, но без успех. Оттам англичаните се насочват към Нант, който обсаждат. За тяхно учудване бретанският херцог не им помага (той вече се опитва да се помири с династията Валоа), а им предлага откуп, за да напуснат страната му. Удсток, който вече е понесъл сериозни загуби, се съгласява. Провалът на този поход показва, че подобен начин на действие не е ефективен и в общи линии англичаните се отказват от него.

### Отделни случаи през ХV в.
Грабителските походи продължават и през втората фаза на войната (след 1415 г.), но в много по-малки размери и главно с локално значение. По време на френската обсада на Арфльор англичаните опустошават околностите, за да се снабдяват с храна. Така се стига до битката при Валмон. Подобни акции има и по време на обсадата на Орлеан (1428 – 1429). През 1435 г., когато военното щастие вече е преминало на френска страна, генерал Джон Фалстоф предлага възстановване на практиката на шевоше в пълен мащаб. Идеята му не се реализира.